# Piquete de greve

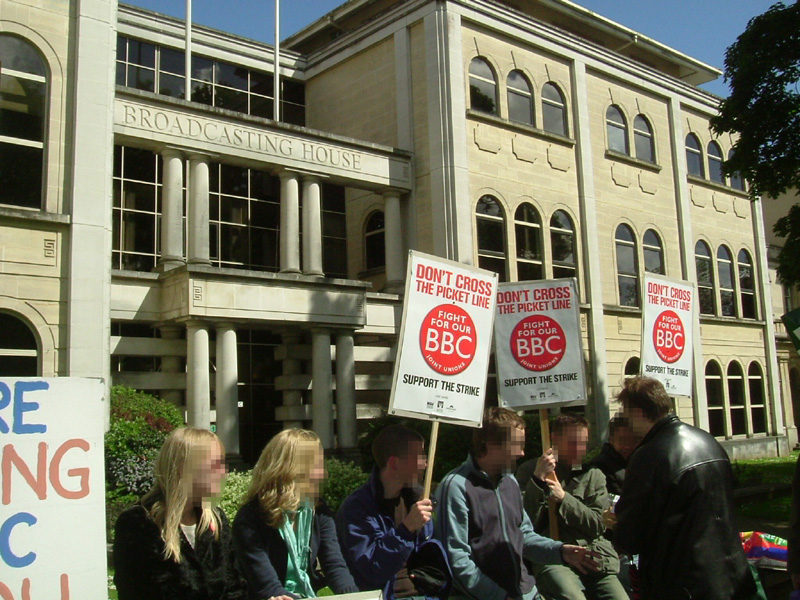
Piquete de greve de empregados da BBC (maio de 2005).

O piquete de greve consiste no bloqueio, por um grupo de trabalhadores em greve, dos acessos ao seu local de trabalho (ou estabelecimento de ensino). O objetivo dos piqueteiros (como são chamados aqueles que participam de um piquete de greve) é o de convencer os não grevistas a aderirem à greve ou mesmo de impedir o ingresso no local de trabalho (ou estabelecimento de ensino). Geralmente os grevistas qualificam o ato de atravessar o piquete e entrar no local de trabalho como "furar a greve" - particularmente quando se trata de greves decididas regularmente, por voto majoritário, em assembleia geral.
Do ponto de vista legal, os piquetes de persuasão, geralmente organizados por sindicatos, são geralmente considerados legítimos, constituindo livre expressão do pensamento. Piquetes violentos ou coativos são geralmente considerados ilícitos, tanto do ponto de vista civil como penal. A lei brasileira permite aos grevistas "o emprego de meios pacíficos tendentes a persuadir ou aliciar os trabalhadores a aderirem à greve". Porém "as manifestações e atos de persuasão utilizados pelos grevistas não poderão impedir o acesso ao trabalho nem causar ameaça ou dano à propriedade ou pessoa".
A Organização Internacional do Trabalho (OIT) estabelece que os piquetes não devem "perturbar a ordem pública e […] ameaçar os trabalhadores que continuarem a exercer suas ocupações". Por outro lado, as restrições aos piquetes de greve e à ocupação de locais devem limitar-se aos casos em que as ações perdem seu caráter pacífico.